# Nystaden (Flensborg)
 For alternative betydninger, se Nystaden. (Se også artikler, som begynder med Nystaden)
Nystaden (dansk) eller Neustadt (tysk) er en bydel med 4730 indbyggere (2018) i Flensborg. Bydelen er beliggende mellem Nørreporten og Bjergmøllen nord for byens centrum. Andelen af især tyrkiske indvandrere er relativt større. I administrativ henseende hører også Duborg-kvarteret til Nystaden. I den danske periode indtil 1864 hørte Nystaden under Sankt Mariæ Sogn (tidligere Vis Herred, Flensborg Amt).
Nystaden blev opført i årene efter 1796, da det blev tilladt at bygge udenfor byens mure. Bydelen udviklede sig i løbet af 1800-tallet i forbindelse med industrialiseringen til et tæt bebygget industri- og arbejderkvarter. I 1854 blev det første gasværk i Sønderjylland bygget her. Derom vidner endnu i dag gadenavnet Gasgade. Ud mod fjorden opstod i 1872 byens store skibsværft. I 1889/90 fulgte oprettelsen af kornevalsemøllen. Valsemøllen regnes nu som byens største industrihistoriske mindesmærke og huser et moderne erhvervscenter. I dag er kun få industrivirksomheder tilbage. I anden halvdel af 1900-tallet tilflyttede i stedet mange med anden etnisk baggrund end tysk eller dansk til Nystaden. De præger op til i dag bydelen. I 1996 blev Nystaden et saneringsområde. 
Området nord for Nørreporten blev i ældre tider også kaldt for Ramsherred Mark. Derom minder endnu gaden Ramsherred og Grundschule Ramsharde. Selve Ramsherred lå dog syd for Nørreporten. Af danske institutioner i bydelen kan nævnes Nystadens Børne- og Ungdomshus.